# پاتریسیو فریره
پاتریسیو فریره (انگلیسی: Patrício Pitbull؛ زادهٔ ۷ ژوئیهٔ ۱۹۸۷) ورزشکار هنرهای رزمی ترکیبی اهل برزیل است. وی از سال ۲۰۰۴ میلادی تاکنون مشغول فعالیت بوده‌است.